# Mastighapha elongata
Mastighapha elongata är en insektsart som beskrevs av Brunner von Wattenwyl 1895. Mastighapha elongata ingår i släktet Mastighapha och familjen vårtbitare. Inga underarter finns listade i Catalogue of Life.